# Passo d'Areia (Santa Maria)
Passo d'Areia és un barri de la ciutat brasilera de Santa Maria, Rio Grande do Sul. El barri està situat al districte de Sede.

## Villas
El barri amb les següents villas: Loteamento Roveda, Passo d'Areia, Vila Independência, Vila Marechal Mallet, Vila Oliveira.

## Galeria de fotos

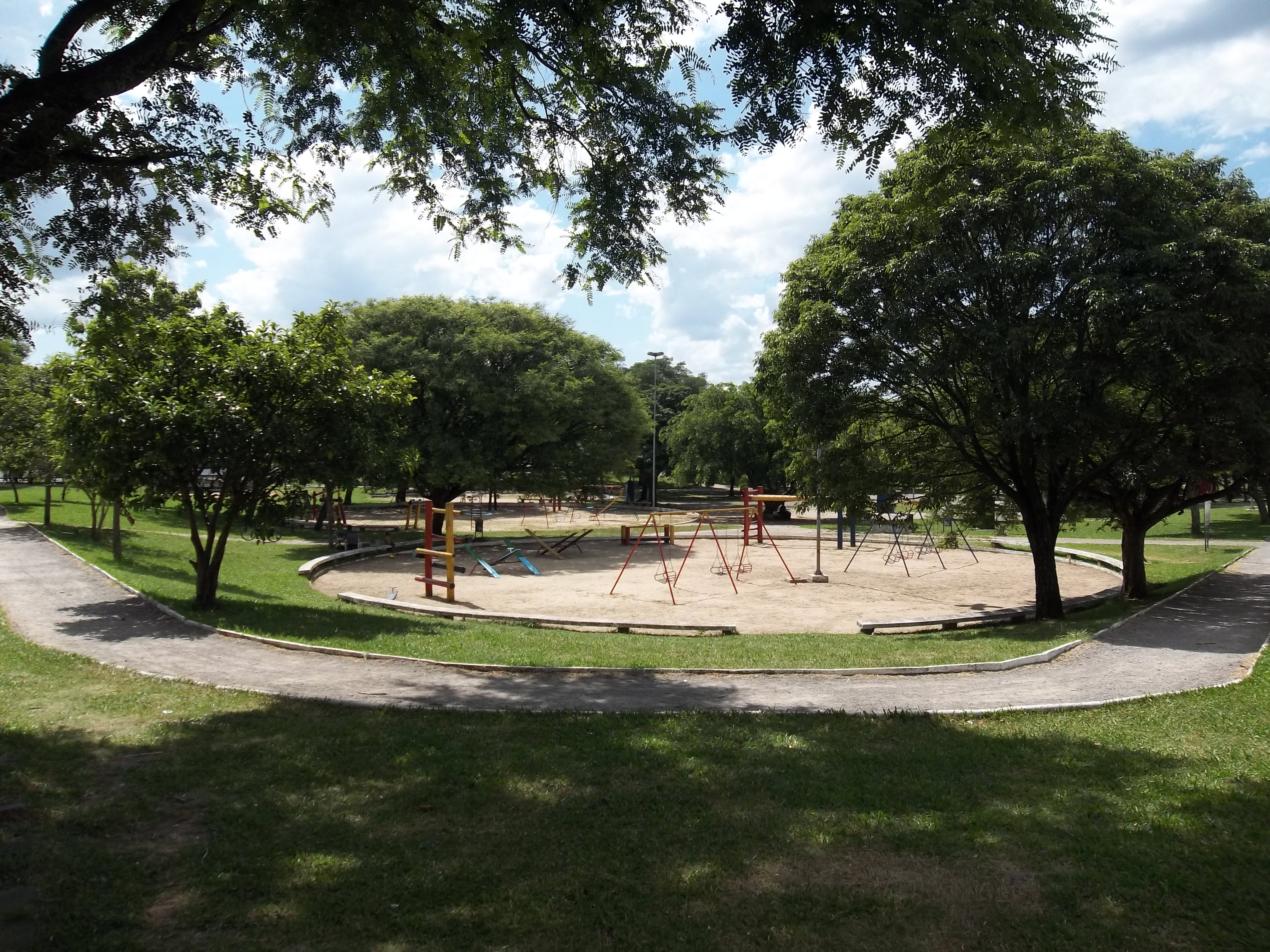
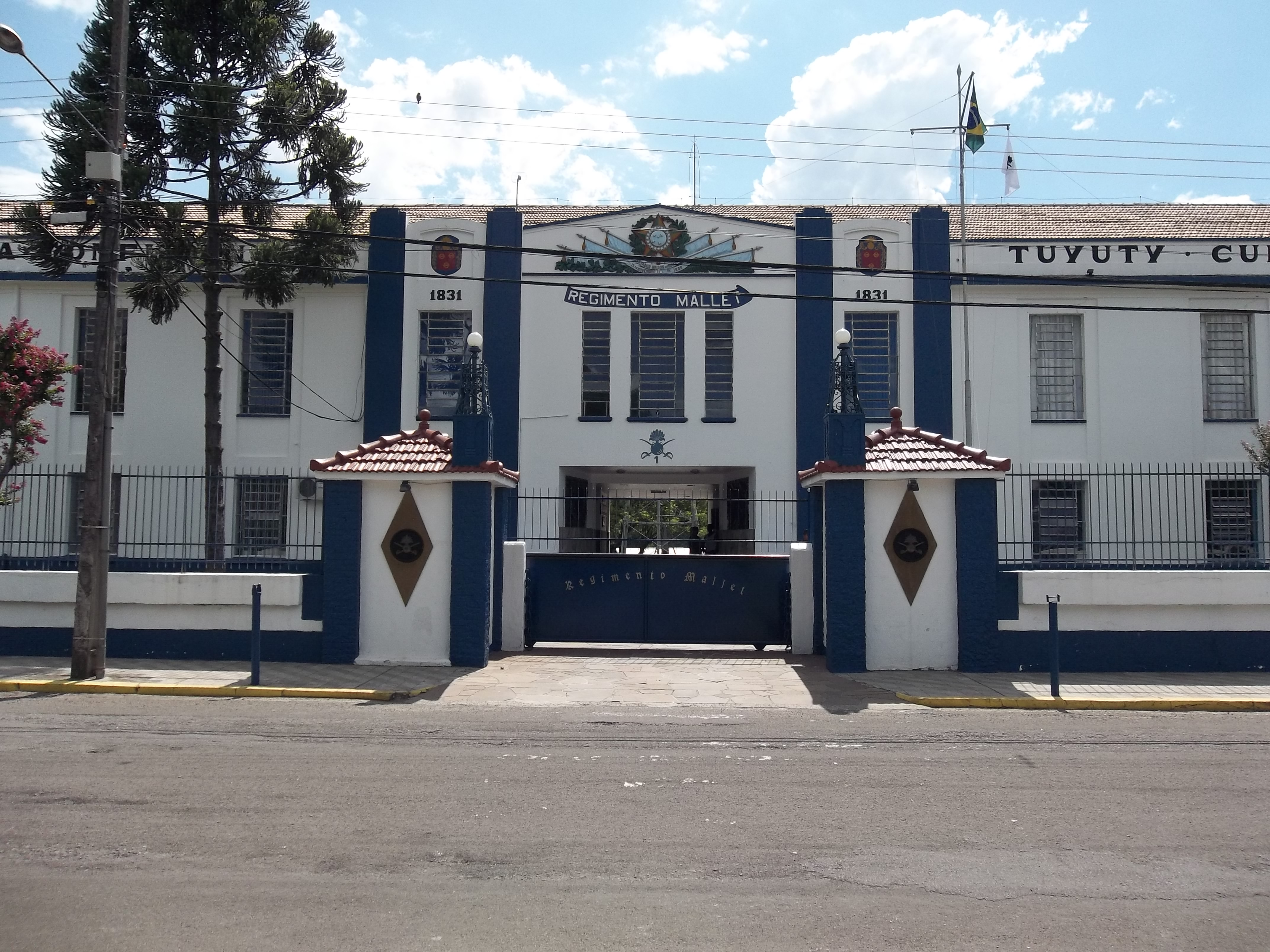
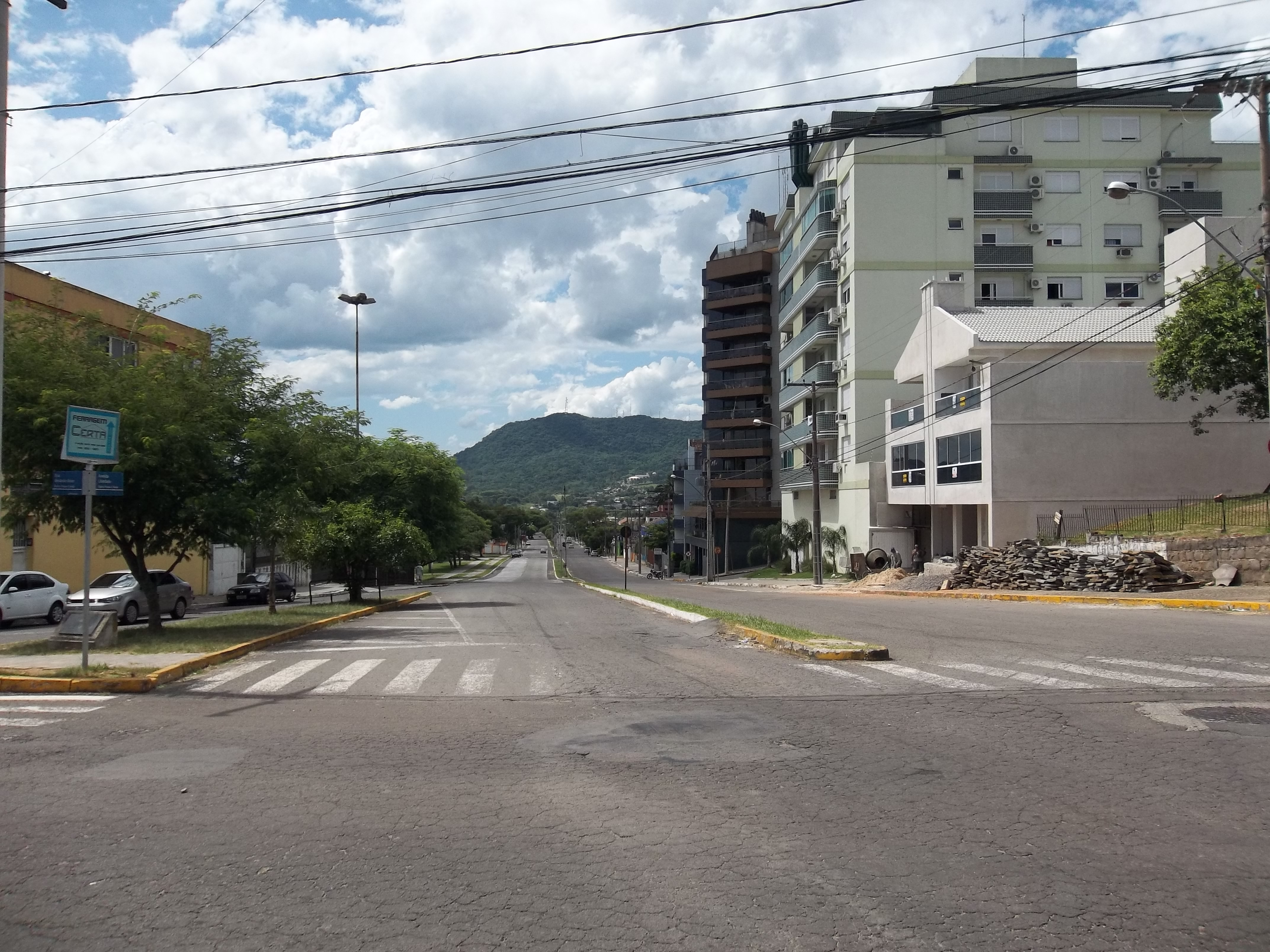

| Caturrita Nova Santa Marta            | Caturrita / Divina Providência | Divina Providência / Nossa Senhora do Rosário |
| Nova Santa Marta Juscelino Kubitschek |                                | Nossa Senhora do Rosário Bonfim               |
| Juscelino Kubitschek                  | Noal                           | Noal / Bonfim                                 |